# Бо Гупман
Бо Гупман  (англ. Beau Hoopman; нар. 1 жовтня 1980) - американський веслувальник, олімпійський чемпіон.

## Виступи на Олімпіадах
| Олімпіада  | Дисципліна                     | Місце |
| ---------- | ------------------------------ | ----- |
| Афіни 2004 | вісімка розстібна зі стерновим | 1     |
| Пекін 2008 | вісімка розстібна зі стерновим | 3     |